# Хелена Вест Сајд (Монтана)
Хелена Вест Сајд (енгл. Helena West Side) насељено је место без административног статуса у америчкој савезној држави Монтана.

## Демографија
По попису из 2010. године број становника је 1.637, што је 74 (-4,3%) становника мање него 2000. године.
| Група             | 2000.         | 2010.         |
| Белци             | 1.616 (94,4%) | 1.522 (93,0%) |
| Афроамериканци    | 2 (0,1%)      | 6 (0,4%)      |
| Азијати           | 6 (0,4%)      | 4 (0,2%)      |
| Хиспаноамериканци | 25 (1,5%)     | 37 (2,3%)     |
| Укупно            | 1.711         | 1.637         |